# Petteri Nummelin
Petteri Nummelin (ur. 25 listopada 1972 w Turku) – fiński hokeista, reprezentant Finlandii, olimpijczyk.
Jego ojczym Timo Nummelin (ur. 1948) i brat przyrodni Antti Niemi także zostali hokeistami.

## Kariera zawodnicza
- TPS U20 (1988-1991)
  -  Kiekko-67 (1991-1993)
  -  Reipas Lahti (1993)
- TPS (1992-1995)
- Frölunda HC (1995-1997)
- HC Davos (1997-2000)
- Columbus Blue Jackets (2000-2001)
- HC Lugano (2001-2006)
- Minnesota Wild (2006-2008)
- HC Lugano (2008-2013)
  -  TPS (2012)
- Lukko (2013-2014)
- TPS (2014-2016)
- Storhamar Dragons (2016-2017)
- TuTo (2017)
- HC Tochigi Nikkō IceBucks (2017-2018)
- PKS (2018/2019)

Wychowanek klubu TPS. Wieloletni gracz HC Lugano. Od października do końca listopada 2012 roku przekazywany dwukrotnie tymczasowo do macierzystego klubu TPS. W marcu 2013 roku odszedł z Lugano. Od maja 2013 zawodnik Lukko. Od maja 2014 ponownie zawodnik macierzystego TPS. Od maja 2016 zawodnik norweskiego Storhamar Dragons. Od lutego 2017 zawodnik TuTo. Od sierpnia 2017 do marca 2018 zawodnik japońskiego zespołu HC Tochigi Nikkō IceBucks.
Uczestniczył w turniejach mistrzostw świata w 1995, 1996, 1997, 1998, 1999, 2000, 2001, 2002, 2003, 2004, 2005, 2006, 2007, 2009, 2010, Pucharu Świata 1996 oraz na zimowych igrzysk olimpijskich 2006.

## Kariera trenerska
- TPS U18 (2018-2019), asystent trenera
- Storhamar Dragons (2019-), asystent trenera

## Sukcesy

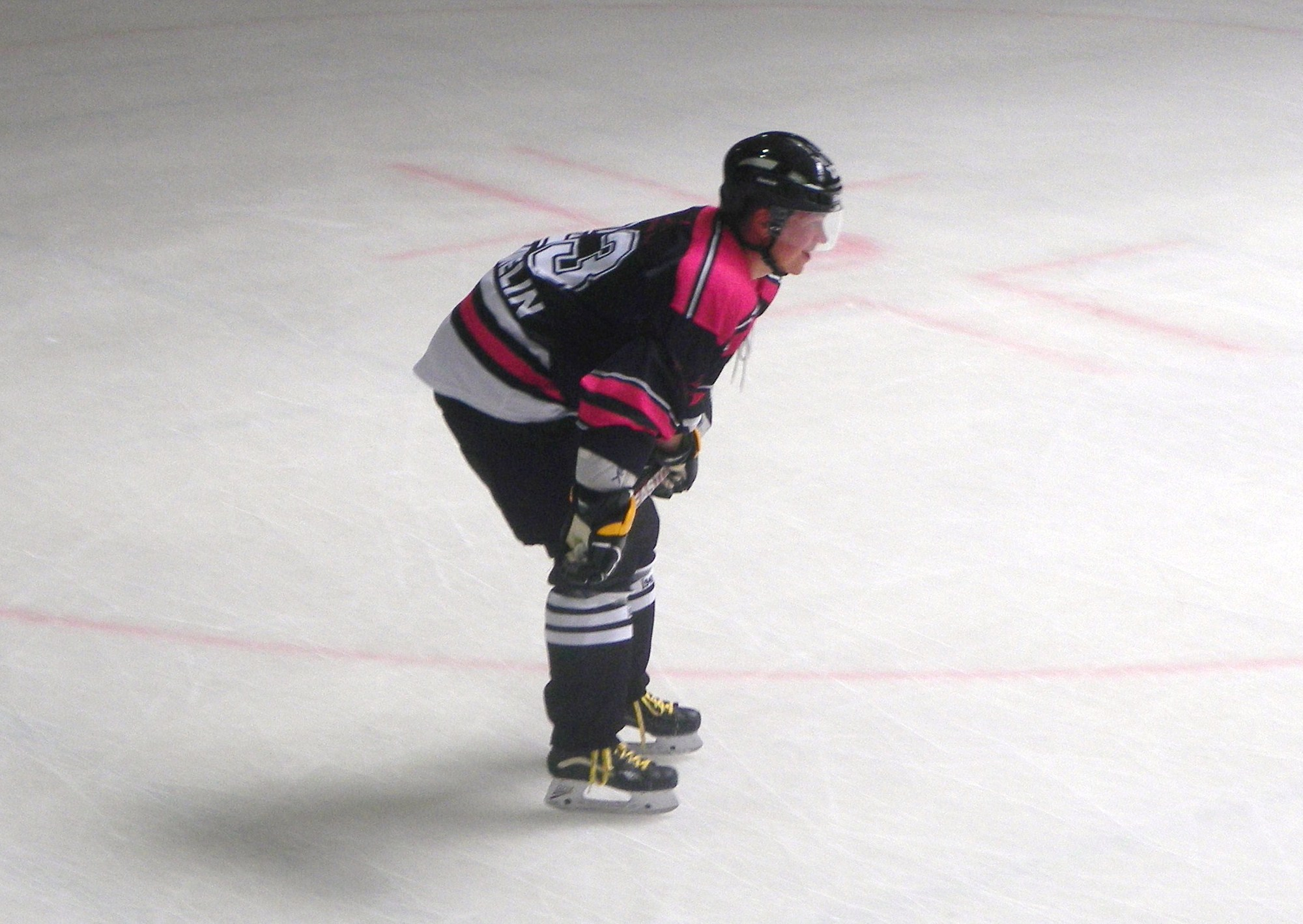
Petteri Nummelin w barwach HC Lugano (2011)

Reprezentacyjne
- Złoty medal mistrzostw świata: 1995
- Srebrny medal mistrzostw świata: 1998, 1999, 2001, 2007
- Brązowy medal mistrzostw świata: 2000, 2006
- Srebrny medal zimowych igrzysk olimpijskich: 2006

Klubowe
- Srebrny medal mistrzostw Finlandii: 1994 z TPS
- Złoty medal mistrzostw Finlandii: 1995 z TPS
- Srebrny medal mistrzostw Szwecji: 1996 z Frölunda
- Złoty medal mistrzostw Szwajcarii: 2003, 2006 z HC Lugano
- Mistrzostwo dywizji NHL: 2008 z Minnesotą
- Brązowy medal mistrzostw Finlandii: 2014 z Lukko

Indywidualne
- SM-liiga 1993/1994:
  - Najlepszy zawodnik miesiąca - listopad 1993
  - Najlepszy obrońca sezonu (Trofeum Pekki Rautakallio)
- Elitserien 1996/1997:
  - Pierwsze miejsce w klasyfikacji strzelców wśród obrońców: 20 goli
- National League A 1998/1999:
  - Pierwsze miejsce w klasyfikacji asystentów wśród obrońców: 42 asyst
  - Pierwsze miejsce w klasyfikacji kanadyjskiej wśród obrońców: 53 punkty
- Mistrzostwa Świata w Hokeju na Lodzie 2000:
  - Skład gwiazd turnieju
  - Najlepszy obrońca turnieju
- Mistrzostwa Świata w Hokeju na Lodzie 2001:
  - Pierwsze miejsce w klasyfikacji asystentów wśród obrońców: 12 asyst
  - Pierwsze miejsce w klasyfikacji asystentów: 12 asyst
  - Pierwsze miejsce w klasyfikacji kanadyjskiej wśród obrońców: 13 punktów
  - Skład gwiazd turnieju
- Puchar Spenglera 2001:
  - Skład gwiazd turnieju
- National League A 2002/2003:
  - Pierwsze miejsce w klasyfikacji asystentów wśród obrońców: 39 asyst
  - Pierwsze miejsce w klasyfikacji asystentów: 39 asyst
  - Pierwsze miejsce w klasyfikacji kanadyjskiej wśród obrońców: 57 punktów
  - Pierwsze miejsce w klasyfikacji kanadyjskiej: 57 punktów
  - Najbardziej Wartościowy Zawodnik (MVP)
- Puchar Spenglera 2002:
  - Skład gwiazd turnieju
- National League A 2003/2004:
  - Pierwsze miejsce w klasyfikacji asystentów wśród obrońców: 39 asyst
  - Pierwsze miejsce w klasyfikacji kanadyjskiej wśród obrońców: 59 punktów
  - Pierwsze miejsce w klasyfikacji kanadyjskiej w fazie play-off
  - Skład gwiazd
- National League A 2004/2005:
  - Pierwsze miejsce w klasyfikacji asystentów wśród obrońców: 36 asyst
  - Pierwsze miejsce w klasyfikacji kanadyjskiej wśród obrońców: 47 punktów
- National League A 2005/2006:
  - Pierwsze miejsce w klasyfikacji asystentów wśród obrońców: 32 asysty
  - Pierwsze miejsce w klasyfikacji kanadyjskiej wśród obrońców: 43 punkty
  - Pierwsze miejsce w klasyfikacji kanadyjskiej w fazie play-off
  - Skład gwiazd
- Mistrzostwa Świata w Hokeju na Lodzie 2006/Elita:
  - Pierwsze miejsce w klasyfikacji asystentów wśród obrońców: 11 asyst
  - Pierwsze miejsce w klasyfikacji asystentów: 11 asyst
  - Pierwsze miejsce w klasyfikacji kanadyjskiej wśród obrońców: 14 punktów
  - Skład gwiazd turnieju
- Mistrzostwa Świata w Hokeju na Lodzie 2007/Elita:
  - Skład gwiazd turnieju
- National League A 2008/2009:
  - Pierwsze miejsce w klasyfikacji asystentów wśród obrońców: 39 asyst
  - Pierwsze miejsce w klasyfikacji kanadyjskiej wśród obrońców: 60 punktów
  - Skład gwiazd
- Mistrzostwa Świata w Hokeju na Lodzie 2010/Elita:
  - Pierwsze miejsce w klasyfikacji asystentów wśród obrońców: 6 asyst
  - Trzecie miejsce w klasyfikacji asystentów turnieju: 6 asyst
  - Pierwsze miejsce w klasyfikacji kanadyjskiej wśród obrońców: 7 punktów
  - Jeden z trzech najlepszych zawodników reprezentacji
  - Najlepszy obrońca turnieju
  - Skład gwiazd turnieju
- Karjala Cup 2012:
  - Najlepszy obrońca turnieju

Wyróżnienie
- Galeria Sławy IIHF: 2024[13]